# Divine Divinity
Divine Divinity — ізометрична рольова відеогра, розроблена Larian Studios і випущена CDV Software. Гра вийшла 13 вересня 2002 року на Microsoft Windows, також у листопаді 2013 року її випустили для платформи Mac OS X. Це перший тайтл в серії Divinity, що станом на 2025 рік має три сиквели: Beyond Divinity, Divinity II та Divinity: Original Sin II, приквел Divinity: Original Sin і спіноф Divinity: Dragon Commander.
Під час розробки проєкт мав назву Divinity: The Sword of Lies. Гра була заснована на базі скасованого проєкту The Lady, the Mage and the Knight, черпаючи натхнення із таких легендарних серій як Ultima та Diablo.

## Ігровий процес

Внутрішньоігровий інтерфейс: ліворуч міні-мапа, праворуч спорядження протагоніста, а також вкладки основних показників і квестовий журнал

Divine Divinity — це ізометрична рольова гра з кутом огляду зверху вниз і керуванням переважно за допомогою миші. У грі широко використовуються ігрові механіки притаманні Diablo, як от рандомна генерація спорядження та широкий набір навичок, об'єднаних у архетипи. Divine Divinity також містить значну кількість елементів притаманних традиційним рольовим відеограм — розгалужена система діалогів і небойові навички, як от зламування замків, кишенькові крадіжки та обмін. Завдяки системі репутації, неігрові персонажі реагуватимуть на дії та певні вибори гравця відповідно до ситуації. Велика увага приділяється процесу створення персонажа — можливо вибрати стать та один з трьох ігрових класів, кожен з яких має унікальну біографію та голос. Гравець може вибрати ім'я, змінити портрет і редагувати навички.
У Divine Divinity широко використовується механіка point-and-click, яка дозволяє гравцям переміщати та маніпулювати певними предметами. Наприклад, бочку можна вибрати та перетягнути, щоб побачити захований під нею ключ, або вибрати тюк сіна, щоб розкласти його та створити матрац для відпочинку протагоніста. Система навичок, яка стане основною частиною подальших ігор цієї серії, дозволяє вивчати будь-які навички незалежно від класу. Система атрибутів також є відкритою, що дозволяє гравцеві розвивати свого персонажа в будь-якому напрямку, незалежно від початкового класу.

## Синопсис

### Сетинг
Дія гри розвертається у фентезійному світі Рівелон населеному представниками шести рас — людей, ельфів, гномів, ящерів, імпів, орків та чарівників. У передісторії гри розповідається про те, як Повелитель Хаосу, могутній демон, проник у світ людей за допомогою чарівників з Чорного кругу і разом з армією демонів почав війну проти жителів Рівелона. Однак Рада шести рас, зібрана народами Рівелону, знайшла спосіб вбити Повелителя Хаосу за допомогою рідкісного закляття самопожертви. Після перемоги над армією демонів у руках людей опинився артефакт створений Повелителем Хаосу, що дозволяє йому відродитися, використовуючи для цього душу людини, яка володіє цим артефактом. Юнак, який підібрав його на полі бою одразу після поразки Повелителя Хаосу, пожертвував собою, дозволивши замурувати себе у підвалі Штормового замку, резиденції правителів людей. Сюжетна лінія гри починається через кілька десятків років після закінчення війни з Повелителем Хаосу, коли ці події вже стали історією, а артефакт вважається загубленим.
За внутрішньою хронологією цього ігрового всесвіту, цій грі передують Divinity: Dragon Commander і Divinity: Original Sin, а після слідують Beyond Divinity і Divinity: Original Sin II.

### Сюжет
На початку гри протагоніст прокидається в Алероті — місті цілителів. Виявляється, що Марданеус, лідер міста, збожеволів і протагоніста просять зупинити чаклуна, який зводить Марданеуса з розуму. Після вирішення кризи, протагоніст знайомиться з чарівником Зандалором, який пояснює, що герой є одним із трьох Відмічених. Невдовзі після цього, двох інших Відмічених знаходять мертвими, залишаючи лише протагоніста. Гравця запрошують до Штормового замку, дому герцога Януса, молодого дворянина, який стверджує, що він Божественний месія, що за пророцтвом захистить Рівелон від Хаосу. Гравець змушений виконувати чорні завдання для Януса і зрештою опиняється в тюрмі, звідки доведеться вибиратися з боєм. Звільнившись, Зандалор веде протагоніста до Ради Семи, щоб знайти справжнього Божественного. В процесі, гравець дізнається більше про те, як Чорний Круг маніпулює подіями, щоб повернути Повелителя Хаосу в Рівелон. Коли всі члени Ради збираються, щоб завершити ритуал, який перетворить героя на Божественного, з’являється Янус, виявляючи себе Демоном Брехні, який вступає в союз із Чорним Кругом і прагне викликати Хаоса. Рада Семи зазнає поразки і кілька членів разом із протагоністом помирають. Однак герой повертається до життя вже у ролі Божественного та може дістатися до Штормового замку, де Чорний Круг викликає Хаоса. Герой перемагає Демона Брехні, але прибуває надто пізно, щоб завадити вселити Повелителя Хаосу в немовля.

## Розробка
Рання версія ізометричного ігрового рушія була використана Larian Studios для свого першого проєкту Unless: The Treachery of Death у 1996 році. Розробники збиралася підписати видавничу угоду з Atari, але угода провалилася, коли видавець раптово оголосив про вихід з ринку ПК платформи. Невдовзі після того, як Attic Entertainment Software приєдналися до Larian, Unless перейменували на The Lady, the Mage and the Knight. Через фінансові непорозуміння між двома студіями розробки та видавцем, The Lady, the Mage and the Knight було скасовано в липні 1999 року.
Розробка Divine Divinity почалася на початку 1999 року під кодовою назвою Project C, а пізніше Divinity: The Sword of Lies. Зрештою видавець настояв на перейменуванні проєкту на Divine Divinity, до великого невдоволення Larian.
Гра була перевипущена в 2004 році разом з Beyond Divinity як частина Beyond Divinity: Deluxe Edition. У 2009 році оновлену версію Divine Divinity було випущено для завантаження на GOG, де головною зміною стала підтримка вищої роздільної здатності. У 2012 році було помічено, що програмний код «переробленої» версії був втрачений через збій резервного копіювання. Пізніше випущені цифрові версії базуються на предрелізній версії програмного коду, що містить далеко не всі виправлення з фінальної версії.

## Оцінки і відгуки
| Агрегатор  | Оцінка |
| ---------- | ------ |
| Metacritic | 81/100 |

| Видання        | Оцінка  |
| -------------- | ------- |
| Game Informer  | 7.75/10 |
| GameSpot       | 8.6/10  |
| GameSpy        | [ 13 ]  |
| GameZone       | 7.8/10  |
| IGN            | 8.5/10  |
| PC Gamer (США) | 84%     |

Гра отримала загалом схвальні відгуки від ігрових критиків та спільноти. GameSpot висловили думку, що «Divine Divinity — це одна з найкращих спроб цього року втілити всі найкращі якості жанру рольової гри: відчуття зростання своєї могутності, залишаючи незабутнє враження від багатого деталями світу гри».
Підсумовуючи, IGN заявили, що «Divine Divinity — це дуже проста гра, яку легко зрозуміти і полюбити. Їй бракує таких незабутніх персонажів та кмітливих діалогів як у Baldur’s Gate II: Shadows of Amn, але в ній є атмосфера, безліч квестів і величезна різноманітність. Перш за все, в це весело грати, розвивати свого персонажа і знаходити все кращу зброю та броню, щоб зіткнутися з ворогом за наступним рогом. І хто знає..? Оскільки BioWare пов'язли у світлових мечах (прим. — на той час BioWare саме були зайняті розробкою KOTOR), а Black Isle Studios працює над іграми без стратегічної паузи, можливо, Larian стануть тими, хто понесе вперед бойовий стяг CRPG».

### Нагороди
| Рік  | Нагорода    | Категорія                   | Результат | Примітки |
| ---- | ----------- | --------------------------- | --------- | -------- |
| 2002 | PC Gamer US | Краща рольова гра           | Номінація |          |
| 2002 | GameSpy     | Краща рольова гра для ПК    | Номінація | [ 17 ]   |
| 2002 | IGN         | Краща рольова гра           | Номінація | [ 18 ]   |
| 2002 | IGN         | Сюрприз року                | Перемога  | [ 18 ]   |
| 2002 | IGN         | Видатні досягнення в музиці | Перемога  | [ 19 ]   |
| 2002 | GameSpot    | Краща рольова гра для ПК    | Номінація | [ 20 ]   |
| 2002 | GameSpot    | Краща музика на ПК          | Номінація | [ 20 ]   |